# Barbicornis basilis
Barbicornis basilis is een vlindersoort uit de familie van de prachtvlinders (Riodinidae), onderfamilie Riodininae.
Barbicornis basilis werd in 1824 beschreven door Godart.